# Płaton Zubow
Płaton Aleksandrowicz Zubow (ros. Платон Александрович Зубов; ur. 26 listopada 1767, zm. 19 kwietnia 1822 w Kurlandii) – kochanek i faworyt Katarzyny Wielkiej od 1789 roku, polityk rosyjski.

## Życiorys
Służył jako oficer w konnej gwardii. Katarzyna II obdarowała go tytułem hrabiowskim. Był jej kochankiem, mimo znacznej różnicy wieku, co było szeroko komentowane (mogłaby być jego matką). Po śmierci księcia Potiomkina w roku 1792 uzyskał dowództwo artylerii, floty czarnomorskiej i generał-gubernatorstwo w Noworosyjsku. Nie miał żadnych kwalifikacji; był chciwy i niedouczony, a przy tym zazdrosny o innych polityków. Jednym ze zwalczanych przez niego ministrów był Aleksandr Bezborodko. Pod koniec życia Katarzyny otrzymał tytuł książęcy i nadania ziem w objętej II rozbiorem części Polski. Car Paweł I Romanow, po wstąpieniu na tron wydalił go za granicę i skonfiskował jego dobra, potem jednak przywrócił mu je i pozwolił na powrót do kraju.
Jego dwaj bracia Walerian Zubow i Nikołaj Zubow zrobili kariery dzięki jego protekcji.
W 1793 odznaczony Orderem Orła Białego.